# Södermanlands runinskrifter 272
Runinskrift Sö 272, eller Norrbystenen, är en runsten i Norrby, Österhaninge socken och Haninge kommun, Sotholms härad på Södertörn. Den står utmed Torfastleden och cirka fyrtio meter in på Norrby gärde. Området hörde ursprungligen till Östra Täckeråkers gård.

## Inskriften
Translitterering av runraden:
·· þurfa(s)tr · let · rai-- · s-aen · þena · aftiʀ · halftan · suna · s-n ··
Normalisering till runsvenska:
Þorfastr let ræi[sa] s[t]æin þenna æftiʀ Halfdan, sun/Suna s[i]nn/s[u]n.
Översättning till nusvenska:
Torfast lät resa denna sten efter Halvdan, sin son

## Stenen
Ornamentiken består av en orm som bildar en åtta och där övre slingan är dubbelt så stor som den nedre. Stenen hittades 1915 och restes på sin nuvarande plats: "90 steg östsydöst om fyndplatsen". Vad som utmärker denna runsten är att alla "fä" (f) runor är ristade upp och ner. Man kan anta att en förbindelse gått härifrån och vidare söderut över fälten till nästa anhalt vid granngården Söderby med Söderbystenen Sö 268.
Norrbystenens ristare har av stilen att döma varit densamme som ristat Söderbymalmsstenen (Sö 269).

## Bilder

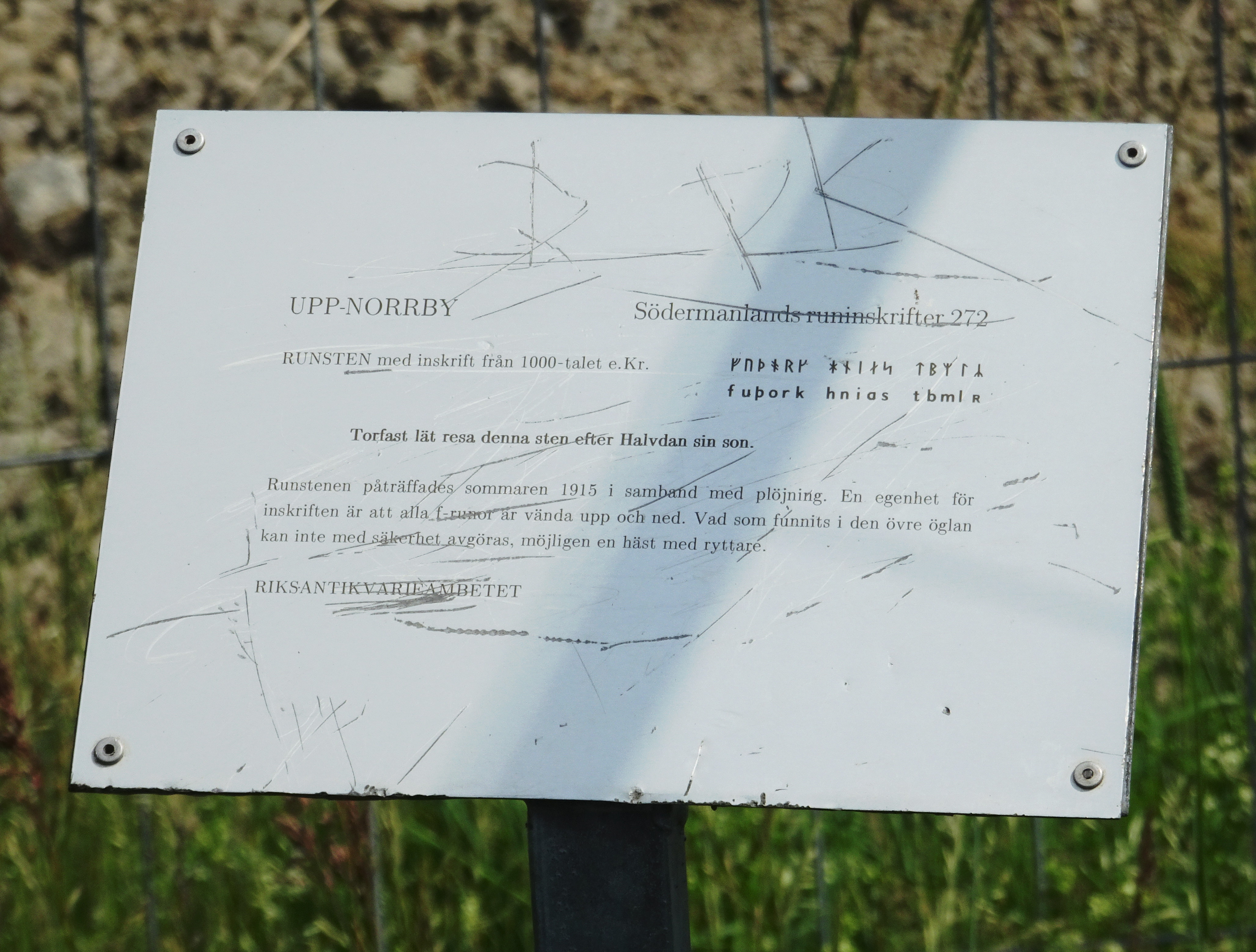
Infoskylt.
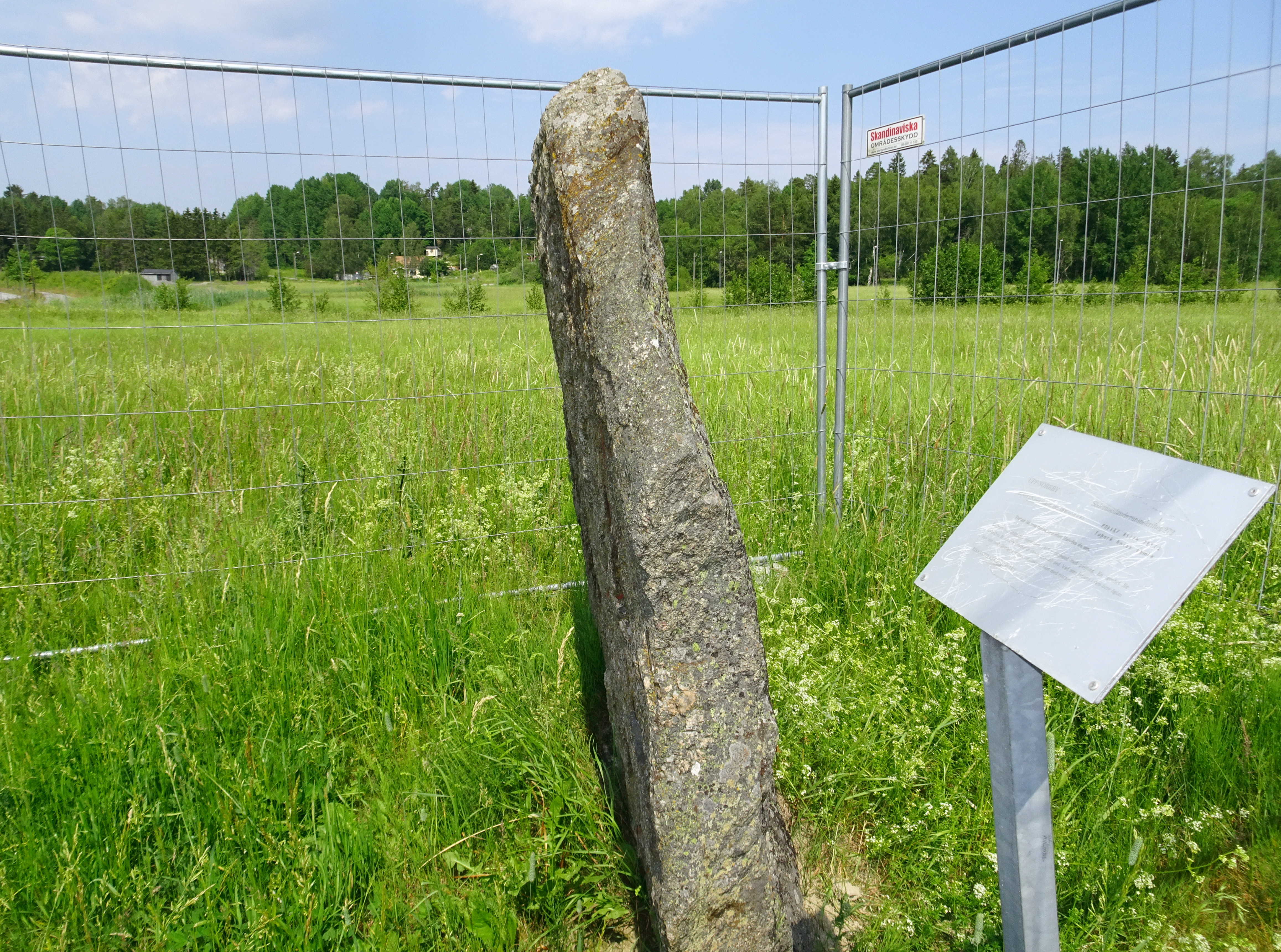
Från sidan.
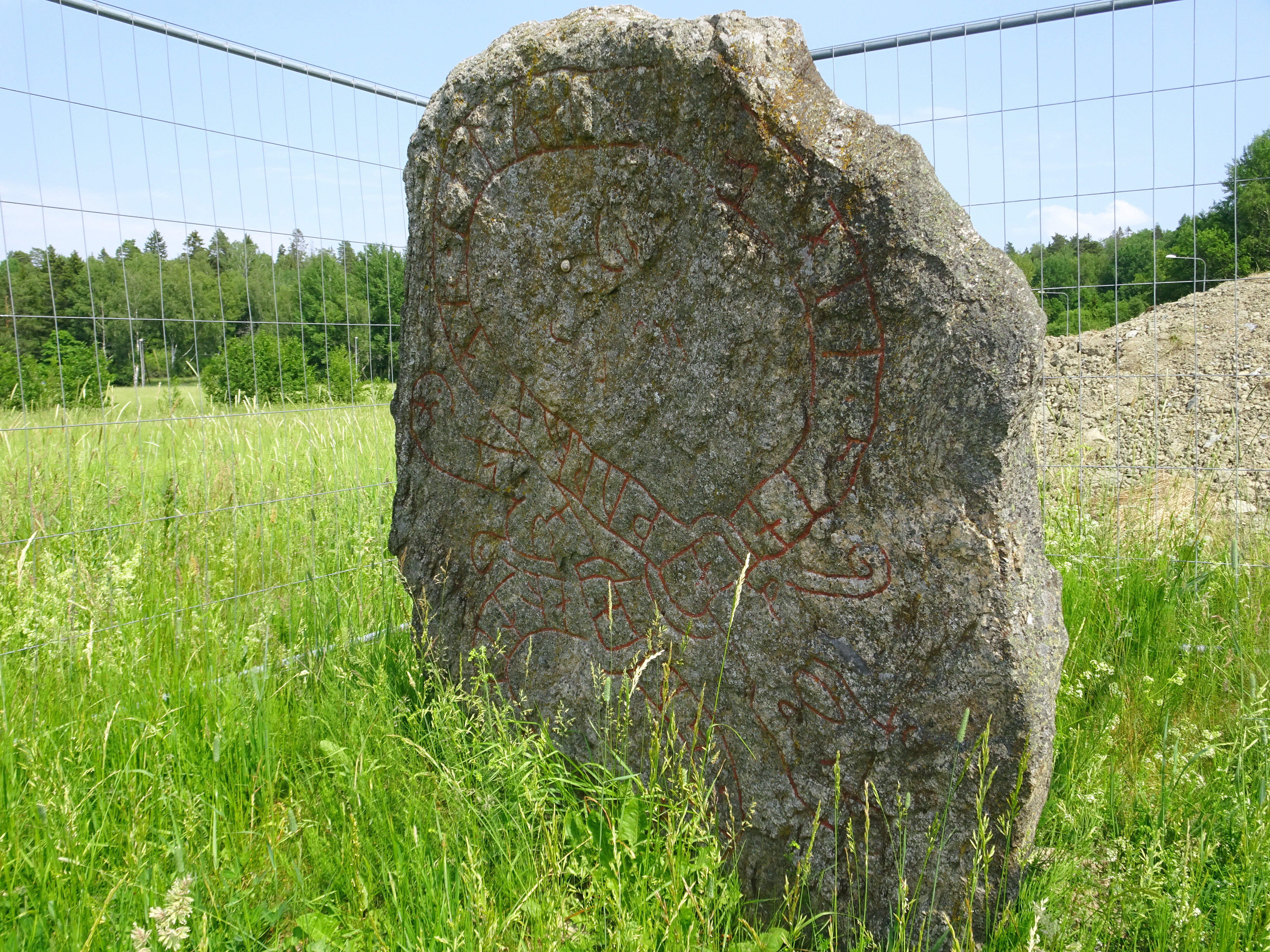
Framifrån.
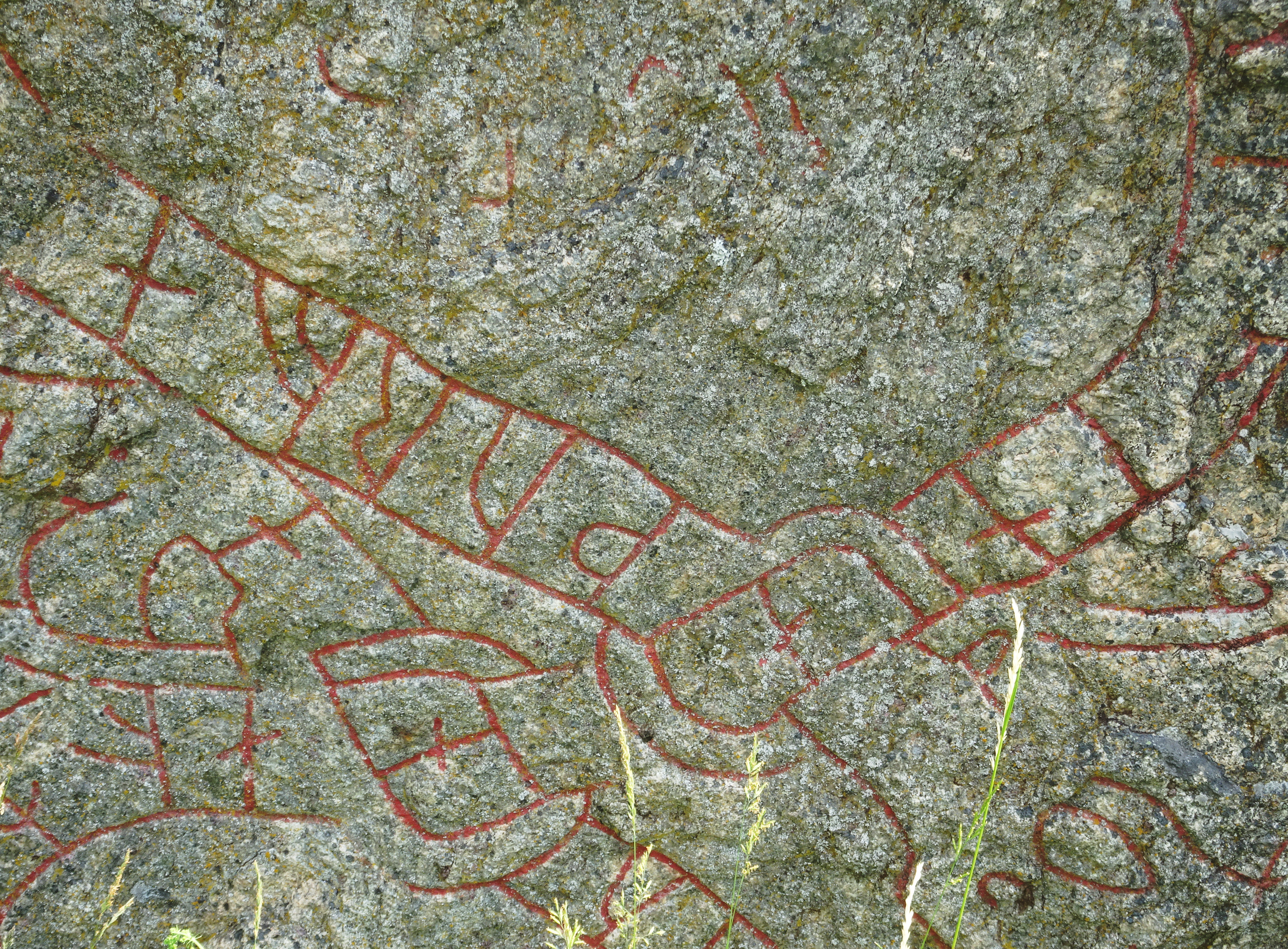
Detalj.